# Бресон
Бресон (фр. Bresson) је насељено место у Француској у региону Рона-Алпи, у департману Изер.
По подацима из 2011. године у општини је живело 692 становника, а густина насељености је износила 247,14 становника/km².

## Демографија
| 1962. | 1968. | 1975. | 1982. | 1990. | 2011. |
| ----- | ----- | ----- | ----- | ----- | ----- |
| 250   | 309   | 359   | 474   | 753   | 692   |